# Oxycetonia jucunda
Oxycetonia jucunda là một loài bọ cánh cứng được tìm thấy ở Nhật Bản. Nó là loài gâIy hại cho citrus và các loài thực vật khác.